# Alice Nine
Alice Nine (jap. アリス九號. Arisu Nain; zapis stylizowany: Alice Nine.) – japoński zespół sceny visual kei założony w kwietniu 2004 roku. We wrześniu 2004 zespół przyłączył się do wytwórni płytowej PS COMPANY, do której należał przez dziesięć lat. W tym czasie, nazwa grupy niejednokrotnie ulegała drobnym zmianom stylistycznym. W latach 2015–2019, grupa działała jako A9, jednak oficjalnie powróciła do nazwy Alice Nine 24 sierpnia 2019 roku.

Poprzedni logotyp zespołu

Alice Nine gra muzykę różnorodną, od hard rocka, poprzez utwory poprockowe, aż po spokojne kompozycje.

## Skład
- Shou (jap. 将) – wokal
- Hiroto (jap. ヒロト) – gitara
- Tora (jap. 虎) – gitara
- Saga (jap. 沙我) – bas, keyboard
- Nao – perkusja

## Dyskografia

### Albumy i EP
- Gion Shouja no Kane ga Naru (jap. 祇園盛者の鐘が鳴る;  17 listopada 2004)
- Alice in Wonderland (27 lipca 2005)
- Kasou mushou shi (jap. 華想夢想紙;  23 listopada 2005)
- Zekkeishoku (jap. 絶景色;  26 kwietnia 2006)
- Alpha (28 listopada 2007)
- Vandalize (14 stycznia 2009)
- GEMINI (9 lutego 2011)
- 9 (22 lutego 2012)
- Supernova (9 marca 2014)
- Ginga no Oto (jap. 銀河ノヲト;  23 sierpnia 2015)
- Light and Darkness (13 kwietnia 2016)
- Ideal (12 kwietnia 2017)
- Planet Nine (25 kwietnia 2018)
- NIGHTLESS CITY EDEN (jap. Fuyajō Eden, 不夜城エデン; 29 kwietnia 2019)
- Wonderland with Black (jap. Kuro to Wandārando, 黒とワンダーランド; 11 listopada 2020)

### Kompilacje
- Complete Collection 2006-2009 (24 marca 2010)
- Alice Nine Complete Collection 2006-2009 (24 marca 2010)
- Alice Nine Complete Collection II 2010-2012 (21 sierpnia 2013)
- Kachou no Shirabe (jap. 花鳥ノ調) (24 kwietnia 2019)
- Fuugetsu no Uta (jap. 風月ノ詩) (24 kwietnia 2019)

### Single
- Namae wa, Imada Muhi (jap. 名前は、未だ無ひ;  5 lipca 2004)
- Gin no Tsuki Kuroi Hoshi (jap. 銀の月 黒い星;  30 marca 2005)
- Yami ni Chiru Sakura (jap. 闇ニ散ル桜;  27 kwietnia 2005)
- Yuri wa Aoku Saite (jap. 百合は蒼く咲いて;  25 maja 2005)
- Kowloon -Nine Heads Rodeo Show- (jap. 九龍-NINE HEADS RODEO SHOW-;  25 stycznia 2006)
- Fantasy (22 lutego 2006)
- Akatsuki/Ikuoku no Chandelier (jap. 暁 / 幾億のシャンデリア;  22 lutego 2006)
- Blue Planet (4 października 2006)
- Number Six. (4 października 2006)
- Jewels (21 marca 2007)
- White Prayer (6 czerwca 2007)
- Tsubasa. (24 października 2007)
- Mirror Ball (3 marca 2008)
- Rainbows (6 sierpnia 2008)
- Cross Game (10 grudnia 2008)
- Hana (jap. 華;  5 sierpnia 2009)革命開花-Revolutionary Blooming-
- Senkou (jap. 閃光;  25 sierpnia 2010)
- Stargazer (11 listopada 2010)
- Blue Flame (8 czerwca 2011)
- Heart of Gold (7 września 2011)
- Niji no Yuki (jap. 虹の雪;  21 grudnia 2011)
- Daybreak (20 marca 2013)
- Shadowplay (17 kwietnia 2013)
- Shooting Star (29 maja 2013)
- Kaisen Zen’ya (jap. 開戦前夜;  6 grudnia 2013)
- Exist (6 grudnia, 2013)
- Merry Christmas To U (6 grudnia 2013)
- Shining (26 lutego 2014)
- Memento (28 lutego 2017)
- Re:Born (2 sierpnia 2017)
- Pendulum (20 września 2017)
- F+IX=You (17 stycznia 2018)
- Kakumei Kaika -Revolutionary Blooming- (jap. 革命開花-Revolutionary Blooming-;  23 października 2019)

### DVD
- Alice in Wonderfilm (12 stycznia 2006)
- Peace & Smile Carnival Tour 2005 (jap. ～皆そろって笑顔でファッキュー～;  2006)
- Number Six. (4 października 2006)
- Hello, Dear Numbers (24 stycznia 2007)
- Kachoufuugetsu Vol.2 (jap. 花鳥風月 Vol.2;  10 lipca 2007)
- Royal Straight Flash (11 lipca 2007)
- Royal Straight Kingdom (3 września 2007)
- Alice in Pictures I (2 lipca 2008)ę
- Alice in Pictures II (2 lipca 2008)
- Discotheque play like „A” Rainbows -enter&exit- (29 października 2008)
- PS Company 10th Anniversary Peace & Smile Carnival (jap. PS Company 10周年記念公演;  15 kwietnia 2009)
- UNTITLED VANDAL(ism) # Finale „Graced The Beautiful Day (11 listopada 2009)
- Tokyo Galaxy Alice Nine Live Tour 10 „Flast Light from the Past” Final at Nippon Budokan (2 maja 2011)